# Kart Fight
Kart Fight (vroeger Race Way Go-Karting en Red Bull Kart Fight Exhibition Track) was een kart-attractie in attractiepark Walibi Holland in Biddinghuizen. De attractie was voor het laatst geopend op 5 mei 2018.

## Algemene informatie
Race Way Go-Karting werd gebouwd in 2000 en was gesitueerd in Speed Zone. De attractie lag tussen de Goliath en G-Force in. Tot 2002, toen de Goliath er nog niet was, was de Race Way Go-Karting een dood uiteinde van het park, en kende de attractie weinig bezoekers, mede doordat er betaald voor moest worden. Toen de Goliath in 2002 opende, werd de attractie redelijk populair, met af en toe een lange wachtrij. Tot seizoen 2017 was er ook een kleiner circuit voor kinderen.

## Geschiedenis

### Red Bull
Tussen 2015 en 2017 werd de kartbaan gesponsord door Red Bull en kreeg het in 2015 de naam Red Bull Kart Fight Exhibition Track. De kartbaan kreeg een nieuw logo en er werd een winkeltje gerealiseerd. In juni 2018 maakte Walibi bekend dat Red Bull sinds eind 2017 geen sponsor meer is van de kartbaan. Sindsdien werd via de officiële website van Walibi de naam Kart Fight gehanteerd.

### Ongeval en sluiting
Op zaterdag 5 mei 2018 vond er op de kartbaan een ongeval plaats. Een 13-jarig meisje raakte zwaargewond nadat haar haren verstrikt waren geraakt in de kart waarin zij reed.  Een opgeroepen traumahelikopter landde op het naastgelegen evenemententerrein. Het slachtoffer is uiteindelijk per ambulance naar het ziekenhuis overgebracht. De Nederlandse Voedsel- en Warenautoriteit heeft het ongeval onderzocht. Een rechter heeft uiteindelijk Walibi onschuldig verklaard voor het ongeval.
De attractie werd na het ongeval per direct gesloten. Over de toekomst van de attractie was lange tijd onduidelijkheid. Eerst waren er nog plannen voor een heropening, maar uiteindelijk werd in begin 2021 besloten om de attractie permanent te sluiten en af te breken. Aan het begin van het seizoen 2023 opende op de open plek het subthemagebied Speed Zone Off Road waarin de twee attracties Eat my Dust en Wind Seekers staan.

## Galerij

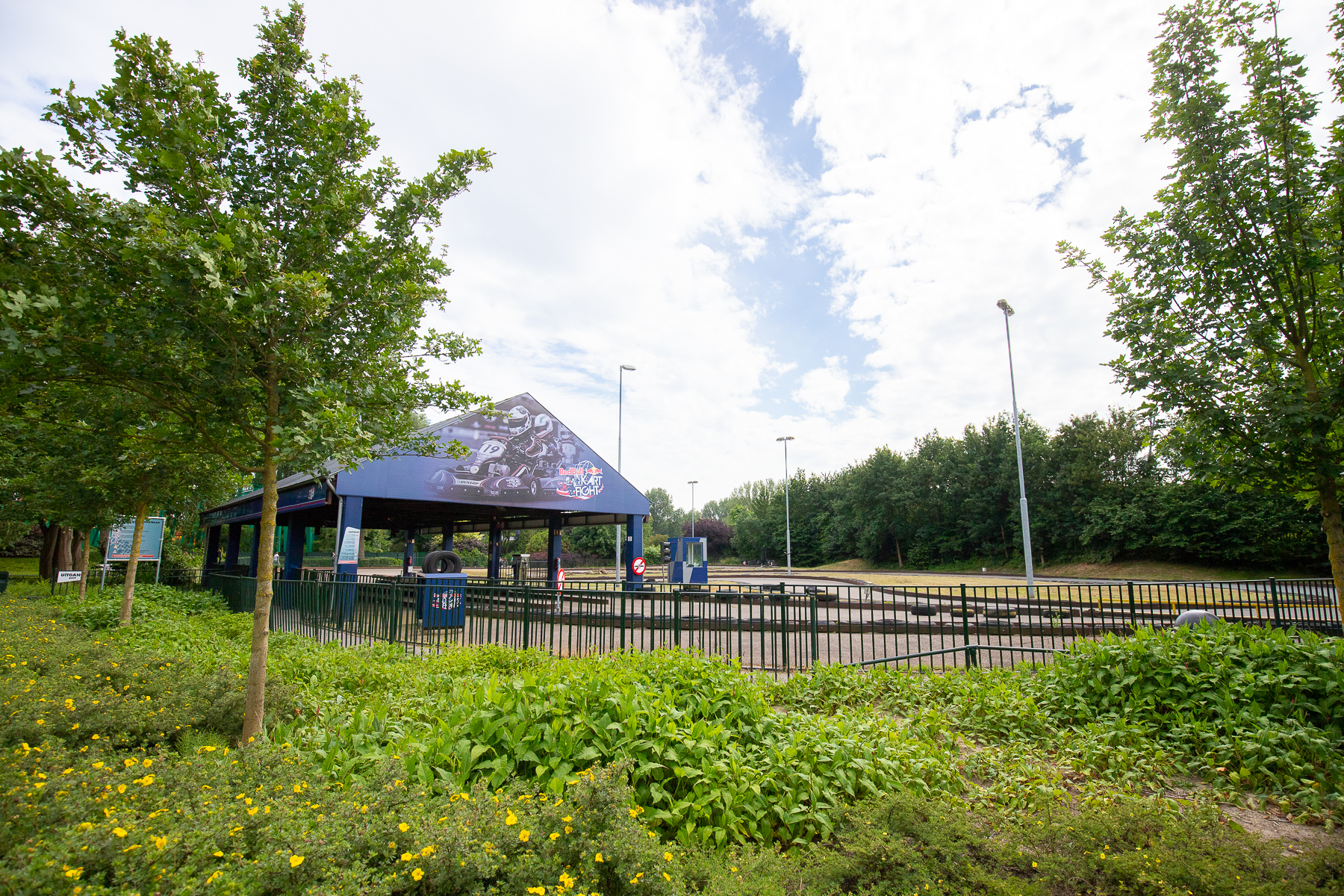
Het station van de kartbaan
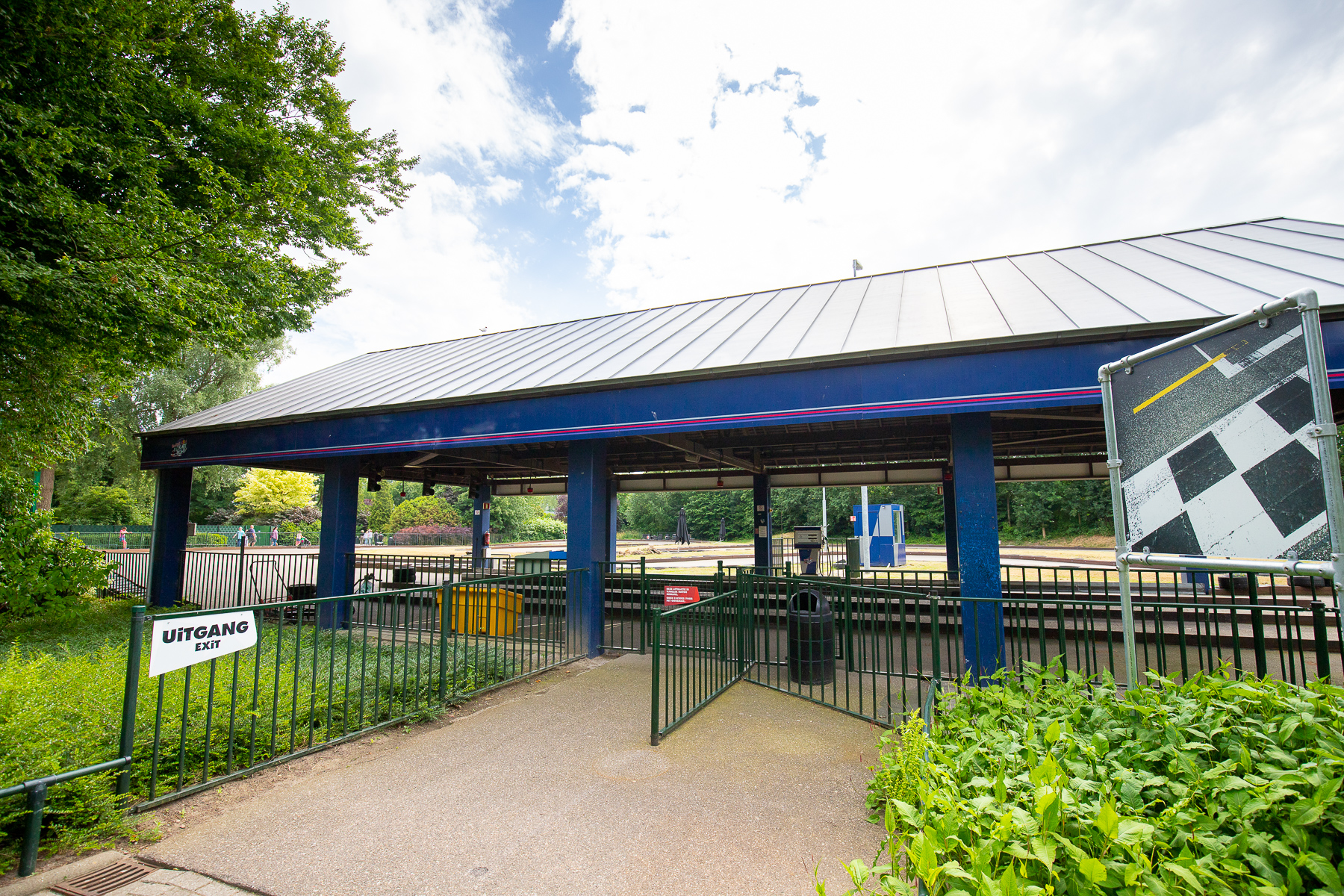
De uitgang van de kartbaan
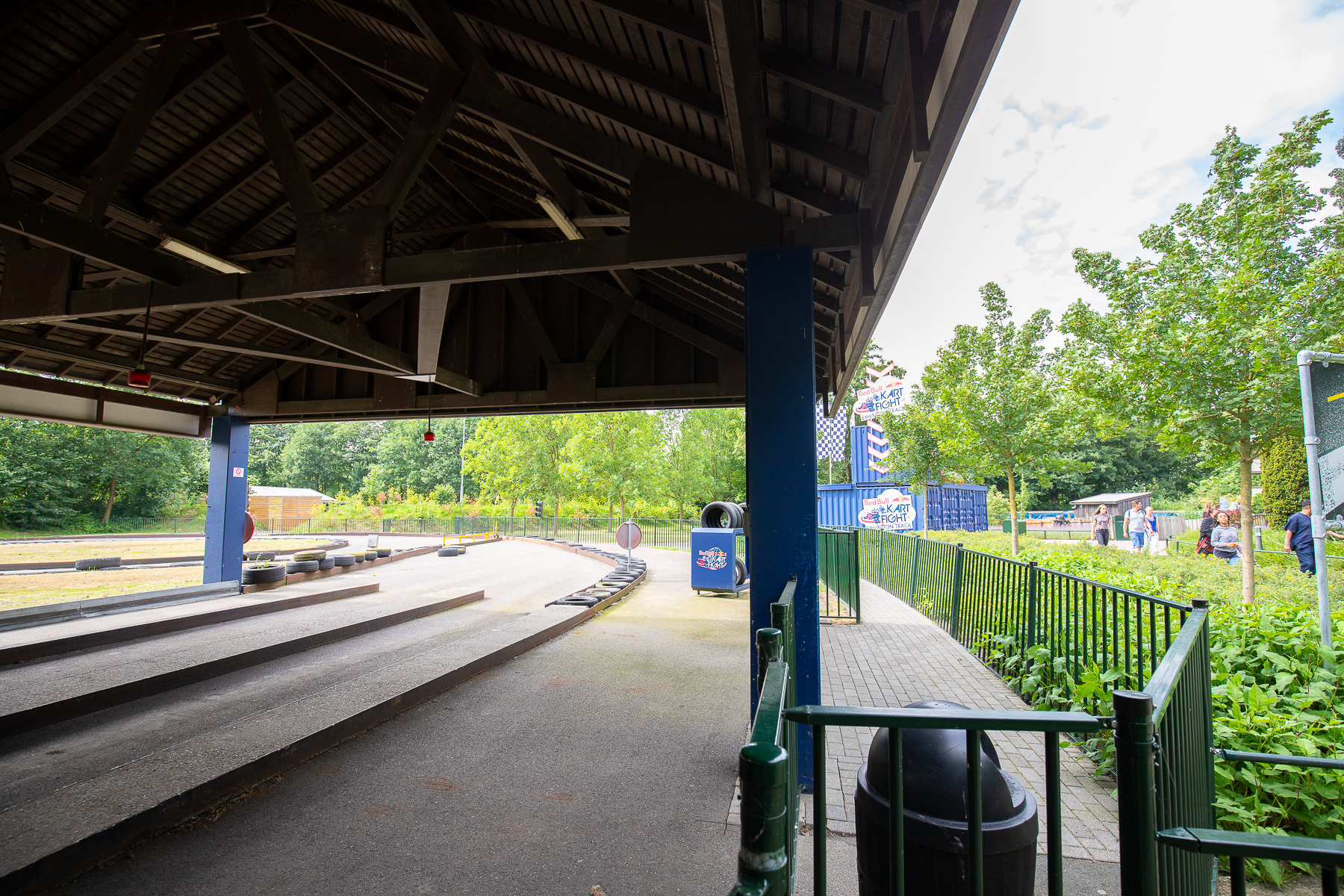
Een deel van de wachtrij en het station van de kartbaan

Afbeeldingen · Lijst van attracties